# دانشگاه ملی پزشکی خارکف

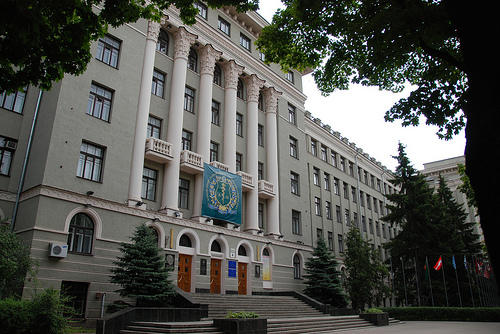

دانشگاه ملی پزشکی خارکف (اوکراینی: Харківський національний медичний університет) که قبلاً با نام مؤسسه پزشکی خارکف و دانشگاه دولتی پزشکی خارکف شناخته می‌شد، یک دانشگاه پزشکی در خارکوف اوکراین است. در مارس ۲۰۲۲ بسیاری از ساختمان‌های این دانشگاه به دلیل تهاجم روسیه به اوکراین آسیب زیادی دیدند.

## چهره‌های شاخص فارغ‌التحصیل از دانشگاه
- آناستازیا آفاناسیوا، روانپزشک، شاعر، نویسنده، مترجم
- رایسا بوگاتیرووا، سیاستمدار اوکراینی و معاون سابق نخست‌وزیر اوکراین و وزیر بهداشت و وزیر سابق امنیت ملی و شورای دفاع اوکراین است.
- الکساندر ای. براونشتاین، یکی از "پدران ویتامین B6 "[۲]
- ویکتور اسکومین، یکی از روانشناسان مطرح روسی که در این دانشگاه تحصیل کرد و در سال ۱۹۷۳ با مدرک ممتاز فارغ‌التحصیل شد.[۳][۴]
- ویکتور ژدانوف، معاون وزیر بهداشت اتحاد جماهیر شوروی بود.